# 379 Huenna
379 Huenna је астероид главног астероидног појаса. Приближан пречник астероида је 92,33 km,
а средња удаљеност астероида од Сунца износи 3,133 астрономских јединица (АЈ).
Инклинација (нагиб) орбите у односу на раван еклиптике је 1,669 степени, а орбитални период износи 2025,902 дана (5,546 година). Ексцентрицитет орбите астероида износи 0,187.
Апсолутна магнитуда астероида износи 8,87 а геометријски албедо 0,058.
Астероид је откривен 8. јануара 1894. године.